# Фарид, Мохаммад
Мохаммад Фарид или Мухаммед Ферид (араб. محمد فريد‎ 20 января 1868 г., Каир — 15 ноября 1919 г. Берлин) — влиятельный египетский политический деятель. Он был националистическим лидером, писателем и юристом.

## Истоки
Фарид турецкого происхождения. Он сын Эль-Даира эль-Сания (Королевская государственная администрация) и принадлежал к семье землевладельцев. Учился в школе Халил Ага, Ecole des Freres и Школе администрации. Он работал юристом в египетском правительстве и в Парке (офис генерального прокурора).

## Политическая жизнь
Был уволен за поддержку шейха Али Юсуфа, популярного редактора египетской газеты, которого судили за публикацию секретных телеграмм, взятых из военного министерства. Фарид приступил к открытию собственной адвокатской конторы.
Фарид был главным политическим и финансовым сторонником Мустафы Камиля, основателя Египетской национальной партии, и после его преждевременной смерти в 1908 году был избран вторым президентом этой партии. Он руководил партией в Египте до марта 1912 года, а затем в изгнании до своей смерти. Он утверждал, что британцы должны вывести свою оккупационную армию из Египта и что только египетский монарх хедив может предоставить конституцию египтянам. Он призвал к распространению образования и выступал за социальные и экономические реформы, особенно в интересах рабочих. Иногда он обращался за помощью к Османской империи (которой египетский хедиват все еще был обязан технической верностью), особенно в изгнании во время Первой мировой войны, но он также подозревал турок в подрыве египетских национальных целей. Периодическая поддержка Фаридом панисламизма отталкивала египтян-коптов.

## Наследие
Сегодня среди египтян Фарида уважают за его национализм, отвагу и самопожертвование. Его мемуары опубликованы на арабском языке и частично в английском переводе. Он также описывал историю династии Мухаммеда Али, Римской и Османской империи, а также дневники путешествий и многочисленные статьи для местных националистических газет.